# جيم ويلسون (سياسي أمريكي)
جيم ويلسون (بالإنجليزية: Jim Wilson)‏ هو سياسي أمريكي، ولد في 9 مارس 1947 في ليك ميلز في الولايات المتحدة. حزبياً، نشط في الحزب الديمقراطي. وقد انتخب عضو مجلس ولاية أوكلاهوما وانتخب عضو مجلس نواب أوكلاهوما.